# Хари Потер и Ред феникса
Хари Потер и Ред феникса (енгл. Harry Potter and the Order of the Phoenix) је пети део серијала о Харију Потеру британске списатељице Џ. К. Роулинг. На енглеском језику је објављена 21. јуна 2003. Филм заснован на радњи књиге снимљен је 2007. године.

## Радња књиге
Хари Потер први део летњег распуста проводи код својих тетке и тече, потпуно одсечен од света чаробњака. Ниједно писмо које је добио од својих пријатеља Рона Визлија и Хермајони Грјенџер није објаснило догађаје након повратка Лорда Волдемора, најмоћнијег мрачног чаробњака. Хари је због тога прилично исфрустриран, посебно зато што ни Нормалци нису приметили ништа необично.
Једне вечери Харија и његовог рођака Дадлија нападају дементори. У покушају да се одбрани, Хари користи чин Патронус. Недуго потом му стиже писмо од Министарсва магије у коме му саопштавају да мора на саслушање због коришћења магије у свету Нормалаца. Хари је закључан три дана у соби. Четврте вечери по њега долази туце чаробњака и пребацују га у Лондон, у необичну кућу сакривену магијом у Улици Гримолд 12. Хари тамо среће Рона и Хермиону, Ронову породицу, како и многе друге чаробњаке. Они му објашњавају да је кућа седиште Реда феникса, тајног друштва које је основао Албус Дамблдор, директор Хогвортса и најмоћнији добри чаробњак. Ред се бори против Волдемора и његових следбеника Смртождера. Хари такође у кући среће Сиријуса Блека, свог кума и једину особу која му је налик на родитеља. Открива се да је кућа/седиште Реда дом Сиријусове древне породице, чији је он једини живи потомак.
Хари сазнаје да Волдемор досад ништа није предузео што би уздрмало чаробњачку заједницу. У ствари, ретко ко је сем чланова Реда феникса веровао да се Волдемор вратио, иако је то Дамблдор свима објавио. То је била заслуга Корнелијуса Фаџа, Министра магије. Он је био уплашен за свој положај, који би био уздрман да почне нови рат. Зато је свима говорио да је Дамблдор варалица и будала што верује Харију, који је лажов жељан пажње. Дамблдор је био у врло тешком положају, избачен је из Међународне конференције чаробњака и Визенгамота, чаробњачког суда. Хари је такође сазнао да Ред покушава да сачува неку врсту оружја којег се Волдемор покушава домоћи. Међутим, нису му хтели рећи шта је ни где је, јер је, по њиховом мишљењу, превише млад.
Хари одлази на саслушање, на коме Корнелијус Фаџ извесно покушава да га избаци из школе. Ипак, на Дамблдорово сведочење, већина пороте одлучује да Хари није крив јер је чин бачена из самоодбране.
По повратку у Хогвортс, Хари и друштво упознају нову професорку Одбране од мрачних вештина, Долорес Амбриџ, малу жаболику вештицу. Она је велики присталица Фаџа и послата је у школу да би тамо завела дисциплину и ућуткала свакога ко верује у повратак Лорда Волдемора. Харија кажњава већ прве недеље и тера га да зачараним пером својом сопственом крвљу исписује реченице. Убрзо Амбриџова постаје Велики инквизитор Хогвортса са правом да врши инспекцију и отпушта наставнике. Пошто није хтела да ученике учи чинима одбране, под изговором да ће их Дамблдор искористити као своју војску и напасти Министарство, Хари оснива тајно друштво за учење чини, Дамблдорову армију. Као највештији у одбрани, Хари подучава многе своје другове контраклетвама, и они му постепено поверују да се Волдемор вратио.
У међувремену, Хари стално сања Одсек за мистерије у Министарству магије. Када је једне ноћи сањао да је змија која напада господина Визлија, Роновог оца, професор Дамблдор га шаље назад у Улицу Гримолд код Сиријуса. Пошто се сазнало да је господина Визлија стварно напала змија, Хари се уплаши да га Волдемор није запосео и натерао га да га нападне, али га пријатељи разуверавају да то није истина. Када се Ронов тата опоравио, Хари схвата да га је сањао у Одсеку за мистерије, што значи да је сигурно чувао оружје које Волдемор тражи. По повратку у Хогвортс, по Дамблдоровој жељи, Северус Снејп Харија почиње да подучава магијској заштити ума од читања мисли званој Оклуменција. Харију објашњава да су он и Волдемор повезани путем ожиљка на Харијевом челу, последице Волдеморове клетве. Зато Хари види Волдеморове мисли, посебно кад је овај врло узбуђен, а зато је и био у змији оне ноћи, јер је и Волдемор био у змијином уму. Хари мора да научи да се одбрани од тих упада у свест, па је учио Оклуменцију. Међутим, био је очајно лош, што је доприносила мржња према Снејпу.
Амбриџова открива Дамблдорову армију и хоће да избаци Харија из школе. Ипак, Дамблдор га спасава тако што каже да је све био његов план. Зато је морао да побегне. Амбриџова је именована за директора, али не сналази се јер је сви мрзе. Харију се још увек јавља Одсек за мистерије, јер је Волдемор опседнут њиме. Једном приликом Хари продре дубоко у ум Мрачног господара и види га како мучи Сиријуса Блека. Убеђен да је то стварност, Хари на тестралу (летећем коњу) одлеће у Министарство да га спаси. Праћен је највернијим пријатељима. Када су стигли у халу пророчанстава, Хари на једном пророчанству (облика стаклене кугле) види своје име и узима га са полице. Тада се испоставља да је све била замка за Харија да узме куглу јер је са полице могу скинути само они на које се односи пророчанство у похрањено унутар ње. Открива се да је пророчанство оружје које Волдемор тражи. Он је чуо само део у ком се казује да ће дете рођено крајем јула значити његов крај. Зато је покушао да убије Харија (који је рођен 31. јула), али није успео, па је тражио начин да чује до краја и види где је погрешио.
Харија и пријатеље опкољавају Смртождери у намери да узму пророчанство. Међутим, тада у помоћ притичу чланови Реда феникса, праћени Дамблдором. Пророчанство се разбија док је Хари покушавао да помогне свом пријатељу Невилу Лонгботому и нико није чуо како је гласило. Дамблдор је победио готово све смртождере, али не и Белатрикс Лестрејнџ, која је убила Сиријуса. Хари потрчи за њом из освете, али га пресреће сам Волдемор. Пре него што је успео да га убије, појављује се Дамблдор и започиње двобој са њим. Када су се појавили запосленици Министарства, Волдемор је принуђен да побегне. Тада цео чаробњачки свет сазнаје за његов повратак и други рат почиње.
Дамблдор је Харију рекао како гласи пророчанство, јер је био присутан кад је настало. Испоставило се да је моћ коју ће дечак поседовати, а за коју Мрачни господар неће знати љубав, која је и спречила Волдемора да запоседне Харија током двобоја с Дамблдором. Крај пророчанства гласи: Док један не умре, други неће моћи да живи. То значи да ће један убити другог, на самом крају.

## Књига у Србији
На српском језику књига је први пут објављена у издању Народне књиге 2005. године, а затим у издању куће Евро ђунти 2008. Књигу су превели Весна и Драшко Рогановић.